# شيباني تراوري
شيباني تراوري (بالفرنسية: Chébane Traoré)‏ (مواليد 14 ديسمبر 1990) هو لاعب كرة قدم مالي.

## روابط خارجية
- شيباني تراوري على موقع قاعدة بيانات كرة القدم.إي يو (الإنجليزية)
- شيباني تراوري على موقع ناشيونال فوتبول تيمز (الإنجليزية)
- شيباني تراوري على موقع Soccerway.com (الإنجليزية)